# Карл Манніх
Карл У́льріх Франц Ма́нніх (нім. Carl Ulrich Franz Mannich, 8 березня 1877, Бреслау — 5 березня 1947, Карлсруе) — німецький хімік-органік.
Здобував освіту у Марбурзькому, Берлінському і Базельському університетах. У 1904 році розпочав викладацьку діяльність у Геттінгенському університеті (у якому 1911 року отримав ступінь професора), а з 1919 року — у Франкфуртському. З 1927 по 1943 рік був професором фармацевтичної хімії в Берлінському університеті.
Наукова діяльність Манніха була зосереджена на синтетичній органічній хімії. У 1912 році він відкрив реакцію амінометилювання при дії формальдегіду та аміаку, яку було названо його ім'ям (реакція Манніха). Протягом 30 років досліджував сфери потенційного застосування цієї реакції.
Також Манніх виділив серцеві глікозиди з наперстянки й строфанту. Здійснив синтез великої кількості амінокетонів та аміноспиртів. Вивчав шляхи застосування останніх для отримання естерів пара-амінобензойної кислоти, котрі виявляють місцеву анестезуючу дію.